# Gai cột sống
Gai cột sống (danh pháp khoa học: Spondylosis) là một căn bệnh thoái hóa cột sống, trong đó xuất hiện các phần xương mọc ra (gai xương) phía ngoài và hai bên của cột sống. Đó chính là sự phát triển thêm ra của xương trên thân đốt sống, đĩa sụn, dây chằng quanh khớp do viêm khớp cột sống mạn tính, chấn thương hay sự lắng đọng calci ở các dây chằng, gân tiếp xúc với đốt sống. Gai cột sống hay gặp ở nam và tăng theo độ tuổi.
Gai xương chính là các mỏm xương hoặc điểm lồi nhô ra tại các khớp. Chúng thường được hình thành do sự tổn thương bề mặt của khớp và cản trở cử động của xương, đồng thời gây ra đau đớn ở các mức độ khác nhau. Nhìn chung, bất cứ phần nào của cột sống cũng có thể bị ảnh hưởng bởi bệnh gai cột sống, nhưng thông thường khu vực thắt lưng và cổ hay mắc chứng bệnh này nhất. Các thuật ngữ như gai đốt sống cổ (Cervical Spondylosis), gai đốt sống ngực (Thoratic Spondylosis) và gai đốt sống thắt lưng (Lumbar Spondylosis) được sử dụng tương ứng với khu vực mắc phải.
Vị trí thường mọc gai là mặt trước và bên của cột sống, hiếm khi mọc ở phía sau nên ít chèn ép vào tủy và rễ thần kinh. Gai cột sống khiến người bệnh rất khó chịu, nhất là cảm giác đau ở vùng thắt lưng, đau vai hoặc cổ do gai tiếp xúc với dây thần kinh, các xương đốt sống khi cử động, đau lan xuống cánh tay, tê chân tay, đôi khi làm giới hạn vận động.

## Triệu chứng
Đa số bệnh gai cột sống không gây ra dấu hiệu triệu chứng gì một cách rõ ràng. Tuy nhiên khi gai cọ xát với xương khác hoặc các phần mềm ở xung quanh như dây chằng, rễ dây thần kinh (tức là quá trình vận động) thì bệnh nhân mới thấy đau và triệu chứng thường gặp là đau vai, đau thắt lưng, tay bị tê
Một số biểu hiện đau thông thường của gai cột sống
- Đau thường xuất hiện ở cổ, thắt lưng, đặc biệt là khi bệnh nhân đứng hoặc đi. Vị trí đau tương ứng với phần cột sống liên quan.
- Cảm giác bất thường hoặc mất cảm giác ở phần cột sống liên quan.
- Trường hợp nặng thì đau tê ở cổ lan qua hai tay, đau ở lưng, đau dọc xuống hai chân.
- Đau tăng lên khi đi lại hay vận động nhiều. Cơn đau tăng khi cử động, giảm khi nghỉ do đó sẽ đưa tới giới hạn cử động ở các phần này.
- Cơ bắp yếu đi (đặc biệt là ở tay và chân).
- Mất cân bằng.
- Mất kiểm soát đường tiểu tiện và/hoặc đại tiện (tình huống nguy cấp).
- Rối loạn thần kinh thực vật (rối loạn phản xạ tự động, tăng tiết mồ hôi, hạ hô hấp, biến chứng huyết áp...)

## Nguyên nhân, cơ chế
Nguyên nhân gây ra bệnh gai cột sống bắt nguồn từ phần đĩa tròn từ sụn nằm giữa hai đốt sống (được gọi là bao xơ đĩa đệm), khi nó gặp vấn đề. Xương sống lưng (lumbar spine) và cổ (cervical spine) là nơi chịu ảnh hưởng nhiều nhất của các động tác đi đứng, khiêng nặng, cúi lên cúi xưống. Nó có xu hướng bị thoái hóa theo tuổi tác. Khi đó, phần bao xơ này bị mất nước, nứt vỡ và xẹp đi. Kết quả là các đốt sống liền kề tiếp xúc trực tiếp với nhau và bắt đầu mòn dần do ma sát. Theo đó hình thành các gai xương, gây đau và cản trở cử động của khớp.
Các đốt xương sống tiếp giáp với nhau bằng những khớp xương nhỏ (facet joint, vertebral joint) ở hai bên phía sau đốt sống. Lúc khớp xương bị thoái hoá (degeneration), mất sụn bọc các đầu xương ở trong khớp bị hư hại, mòn và tróc ra, làm lộ xương ở dưới sụn. Khớp xương bị viêm (sưng và đau) lúc đứng, ngồi và cả lúc đi. Vì khớp cột sống bị viêm, các đĩa đệm giữa các đốt sống cũng bị hư hại, cột sống không còn vững chắc như trước. Do đó, cột sống tìm cách tự ổn định bằng cách mọc ra những nhánh xương hay gai xương (bone spurs, osteophytes) bao quanh những khớp xương sống lưng đó. Đồng thời, thân đốt xương sống mọc ra những nhánh tương tự.
Ngoài ra khi tuổi tác càng cao, thì tình trạng viêm khớp và chấn thương cũng là một trong những nguyên nhân gây ra đau đốt sống. Ngoài ra còn có thể có tác hại do tai nạn, chấn thương, béo phì cũng như tác dụng do yếu tố di truyền (có những người mang gien có tác dụng làm cho đĩa đệm của họ yếu hơn bình thường).
Theo một số thống kê thì có 3 nguyên nhân chính dẫn đến gai cột sống:
- Viêm khớp cột sống mãn tính: Quá trình viêm ảnh hưởng đến phần sụn đốt sống, lâu ngày phần sụn này bị hao mòn dần, khiến bề mặt trơn láng của nó trở nên thô ráp, xù xì và cuối cùng hai bề mặt xương tiếp xúc, cọ xát lên nhau. Đến lúc này, cơ thể sẽ có một quá trình tự điều chỉnh để khắc phục hiện tượng trên, nhưng kết quả của quá trình chỉnh sửa lại là sự hình thành gai xương.
- Sự lắng đọng calci ở các dây chằng, gân tiếp xúc với đốt sống: Trường hợp này thường gặp trong thoái hóa cột sống ở người lớn tuổi, đó là sự lắng đọng calci dưới dạng calcipyrophosphat. Sự thoái hóa cột sống có thể xảy ra ở một trong các thành phần cấu tạo của cột sống: xương đốt sống, đĩa sụn, các dây chằng bám quanh khớp. Quá trình thoái hóa làm mất nước (chiếm 80% trong sụn) và biến đổi một số chất, làm sụn khớp dễ bị calci hóa.
- Chấn thương: Chấn thương làm hư hại xương hoặc khớp ở cột sống, và phản ứng của cơ thể để sửa chữa nơi bị tổn thương sẽ dẫn đến sự hình thành gai cột sống. Trong trường hợp này, gai cũng có thể hình thành từ sự lắng đọng calci ở dây chằng đã dày lên do phản ứng viêm.

## Phòng trị

### Phòng ngừa
Phòng ngừa gai cột sống cần thực hiện:
- Chế độ dinh dưỡng đầy đủ (calcium, vitamin D). Chế độ bữa ăn gồm các thức ăn tránh béo phì, hoặc tăng cân như hạn chế chất béo nhất là mỡ động vật, ngược lại cần tăng cường ăn rau quả.
- Không hút thuốc.
- Tránh chấn thương cột sống (ví dụ: ngồi xe hơi có bộ phận nâng đầu cổ/head rest)
- Tránh những thể thao quá sức chịu đựng bình thường của mình (như cử tạ quá nặng, thể dục dụng cụ: vận động quá khó), nên chơi các môn thể thao nhẹ nhàng như bơi lội, tập aerobic, yoga.
- Tránh ngồi quá lâu ở những tư thế không lành mạnh
- Hạn chế làm việc nặng như bê vác...
- Đừng để quá mập hoặc béo phì.

### Điều trị
Khi bị gai cột sống, nên dùng thuốc kết hợp với phương pháp châm cứu, vật lý trị liệu, tập thể dục thường xuyên. Thực hiện các biện pháp mát-xa, vật lý trị liệu bằng hồng ngoại, sóng ngắn, điện xung, tập phục hồi chức năng là các biện pháp áp dụng tốt, không có hại. Người bệnh bị gai cột sống thường được điều trị bảo tồn bằng các thuốc giảm đau kháng viêm không steroid, thuốc corticoid, nhóm vitamin, thuốc giãn cơ hay sử dụng một số dụng cụ nâng đỡ như nẹp cổ… nhằm giảm bớt gánh nặng lên các đốt sống bị bệnh. Phẫu thuật chỉ đặt ra trong trường hợp có sự chèn ép vào tủy, làm hẹp ống tủy hoặc chèn ép hệ thần kinh và gây các dấu hiệu tê chân, tay, rối loạn đại tiểu tiện.
Tuy nhiên, ngay cả khi phẫu thuật gai xương vẫn có thể mọc lại ở cùng vị trí cũ vì thực tế quá trình hình thành gai xương là một đáp ứng tự nhiên của cơ thể đối với phản ứng viêm. Nếu bị đau do gai cột sống nên điều trị theo phác đồ của bác sĩ và tái khám định kỳ để phát hiện sớm các tiến triển xấu từ đó có biện pháp xử trí thích hợp. Ngoài ra người bệnh nên chọn cho mình những bài thuốc lành tính, có tác dụng sâu từ trong ra ngoài, không gây ra các biến chứng nguy hiểm như:
- Bài thuốc từ hạt đu đủ chưng rượu
- Bài thuốc trị gai cột sống lưng từ cây lá lốt
- Bài thuốc từ bưởi + chanh + đường đỏ
- Bài thuốc từ cây ngải cứu
- Bài thuốc từ cây xương rồng + cám gạo

Đây đều là những cây thuốc nam có tác dụng điều trị gai cột sống rất tốt, dễ tìm, tiết kiệm chi phí, gần gũi với đời sống hàng ngày nên bất kì bệnh nhân nào cũng có thể áp dụng được.